# Suezichthys caudavittatus
Suezichthys caudavittatus е вид бодлоперка от семейство Зеленушкови. Видът не е застрашен от изчезване.

## Разпространение и местообитание
Разпространен е в Бахрейн, Джибути, Египет, Еритрея, Йемен, Израел, Йордания, Ирак, Иран, Катар, Кувейт, Обединени арабски емирства, Оман, Пакистан, Саудитска Арабия, Сомалия и Судан.
Обитава крайбрежията и пясъчните дъна на океани, морета, заливи и рифове. Среща се на дълбочина от 50 до 130 m.

## Описание
На дължина достигат до 12 cm.